# 羅拔·施路頓·史密夫
（1928年7月21日—2009年12月29日）是一位美國建築開發商和慈善家。在接管父親的房地產開發業務後，史密斯開發了華盛頓特區南部水晶城附近的大部分地區。

## 早年生活和教育
史密夫出生於猶太家庭，是利亞（娘家姓戈爾茨坦）和查爾斯·艾米爾·史密斯的兒子。他的父親是一位來自俄羅斯的猶太移民，於1946年創立了查理斯·E·史密夫公司。該公司逐漸成為華盛頓特區最大的商業和住宅業主之一，管理著24,000,000平方英尺（2,200,000平方）的辦公空間和超過30,000個住宅單元。史密夫畢業於馬里蘭大學帕克分校。

## 職業生涯
羅拔和他的妹夫勞勃·P·科戈德於1967年控制了查爾斯·E·史密斯公司。史密斯負責監督建設和開發，科戈德負責租賃和管理。
史密斯在1960年代初開始開發了維珍尼亞州阿靈頓縣的水晶城社區，該社區位於華盛頓特區以南。當時，史密斯表示「這裡非常不吸引人」，但他看到了「這裡有一個機場，有五角大樓，而且開車去華盛頓特區的距離相當短。」史密夫承諾租金十年內不會上漲，成功吸引政府將辦公處遷入自己建設的大廈。
1988年，《華盛頓郵報》的一篇文章估計他的淨資產為2.9億美元。
1995年，《富比士》估計史密夫家族的財富價值5.6億美元。
2001年，該公司的住宅部門併入Archstone，並於2013年出售給Equity Residential和阿瓦隆灣。該公司的商業部門被合併到Vornado Realty Trust，而後者在2017年將該部門合併到JBG Smith。

## 慈善活動

### 教育與研究
史密夫向他的母校馬里蘭大學學院帕克分校捐贈了約1億美元，其中包括3000萬美元用於建造克拉麗斯·史密斯表演藝術中心，該中心於2001年完工，以他的妻子克拉麗斯·史密斯的名字命名；另外3000萬美元用於羅拔·施路頓·史密夫商學院，該商學院於1998年以他的名字命名。
位於華盛頓特區的美利堅大學科戈德商學院以羅拔·施路頓·史密夫的妹夫羅拔·P·科戈德的名字命名。
喬治·華盛頓大學的查爾斯·E·史密斯體育中心以他父親的名字命名。
史密夫對約翰霍普金斯醫院的貢獻使得威爾默眼科研究所能夠建造一座新的研究和外科大樓。

### 歷史保護工作
史密斯的捐款資助了喬治華盛頓弗農山莊園和花園的羅拔·施路頓·史密夫和克拉麗斯·史密斯禮堂。
史密夫捐款資助托馬斯·傑斐遜蒙蒂塞洛的遊客中心。2004年，托馬斯·傑斐遜基金會向傑斐遜國際研究中心捐贈資金後，將其更名為羅伯特·H·史密斯國際傑斐遜研究中心。
2008年，史密斯捐贈了1500萬美元中的700萬美元，用於翻修士兵之家的林肯總統小屋。
2007年11月3日，全國麥迪遜家族後裔協會將麥迪遜家族盃授予羅拔·施路頓·史密夫，以表彰他對詹姆斯·麥迪遜的遺產以及蒙彼利埃的保護和發展做出的傑出貢獻。
史密夫在將其收藏捐贈給國家藝廊之前收集了歐洲繪畫。史密斯於1993年至2003年間擔任國家藝廊館長，期間博物館大幅擴張。

### 猶太事業
史密夫的家人也為大華盛頓特區地區的幾個猶太社區事業提供了慈善捐助，其中包括查爾斯·E·史密斯生活社區、馬里蘭州羅克維爾的一個高級住房和老年人護理校園以及查爾斯·E·史密斯猶太走讀學校。這兩個組織均以史密夫的父親命名。
他於1981年至1985年擔任耶路撒冷希伯來大學董事會主席，並於1984年被授予榮譽博士學位。
由於他的支持，羅拔·施路頓·史密夫農業、食品和環境學院以他的名字命名。他是一個估計約7000萬美元的計畫的主要資助者，該計畫使農業、食品和環境學院能夠應對全球糧食短缺日益嚴峻的挑戰。

### 國家人文獎章
2008年，佐治·獲加·布殊總統授予史密夫國家人文獎章。

## 個人生活
1952年，史密夫與藝術家克拉麗斯·史密斯（娘家姓查森）結婚。他們育有三個孩子：米歇爾和大衛，以及史蒂芬（2003年去世）。羅拔·施路頓·史密夫餘生與家人一起居住在水晶城。2009年12月他因中風去世，喪禮在華盛頓克利夫蘭公園的阿達斯以色列會眾舉行。

## 外部連結
- Robert H. Smith School of Business （页面存档备份，存于）
- Robert H. Smith